# Aimea
Aimea ist ein osttimoresischer Ort im Suco Ai-Assa (Verwaltungsamt Bobonaro, Gemeinde Bobonaro). Er liegt im Südosten der Aldeia Aisalgusun, auf einer Meereshöhe von 546 m. Durch das Dorf führt eine kleine Straße, die von Tazgolo im Osten nach Oalgomo im Westen führt.